# 알마즈마아 스포츠 시티
알마즈마아 스포츠 시티(아랍어: مدينة المجمعة الرياضية, 영어: Al Majma'ah Sports City)는 사우디아라비아 알마즈마아에 위치한 다목적 경기장이다. 현재 주로 축구 경기장으로 이용되며 알파이살리와 알파이하와 알무자zzal의 홈구장으로 사용된다. 수용 인원은 7,000명이다.